# إلينا كوزنتسوفا
إلينا كوزنتسوفا هي لاعبة رماية أوزبكستانية، ولدت في 1 أغسطس 1982.

## وصلات خارجية
- إلينا كوزنتسوفا على موقع أوليمبيديا (الإنجليزية)